# Pla d'Urgell

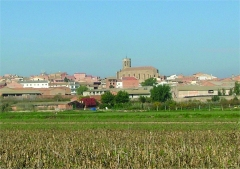
Panoramabild från Linyola i grevskapet Pla d'Urgell.

Pla d’Urgell är ett grevskap, comarca, i centrala Katalonien, i Spanien. Huvudstaden heter Mollerussa, med 14949 innevånare 2013.

## Kommuner
Pla d’Urgell är uppdelat i 16 kommuner, municipis.

- Barbens
- Bell-lloc d'Urgell
- Bellvís
- Castellnou de Seana
- Fondarella
- Golmés
- Ivars d'Urgell
- Linyola
- Miralcamp
- Mollerussa
- El Palau d'Anglesola
- Poal
- Sidamon
- Torregrossa
- Vila-sana
- Vilanova de Bellpuig